# امبولی، سینهادارگ
امبولی، سینهادارگ (به انگلیسی: Amboli, Sindhudurg) یک آبشار در هند است که در مهاراشترا واقع شده‌است.